# Monteiro-mor
Monteiro-mor ou couteiro-mor era um oficial da casa real encarregado de governar, superintender e dirigir as coutadas de caça, e dirigir as caçadas reais e as pessoas que nelas participavam.
Tinha jurisdição sobre os monteiros-mores das comarcas e couteiros de cavalo, moços de monte, e escudeiros e mais oficias de coutada, montaria e caça.
Competia-lhe nomear os monteiros das comarcas, das câmaras e do monte e fiscalizar o exercício das suas funções, podendo também aposentá-los. Para além disso, era responsável pela cobrança de multas pela invasão das matas régias.

## Lista de monteiros-mores doReino de Portugal
1. Rui Borges
2. Jorge de Melo
3. Manuel de Melo
4. Francisco de Melo
5. Garcia de Melo
6. Francisco de Melo
7. Fernão Teles da Silva
8. Francisco José de Melo
9. Fernando José de Melo
10. Francisco José de Melo
11. D. Francisco de Melo da Cunha de Mendonça e Meneses, 1.º Marquês de Olhão, 1.º Conde de Castro Marim, ?.º Senhor de Valdigem
12. D. Pedro de Melo da Cunha de Mendonça e Meneses, 2.º Marquês de Olhão, 2.º Conde de Castro Marim, ?.º Senhor de Valdigem
13. D. José de Melo da Cunha de Mendonça e Meneses, 3.º Marquês de Olhão, 3.º Conde de Castro Marim, ?.º Senhor de Valdigem,  Representante do Título de Marquês de Valada e Representante do Título de Conde de Caparica de Juro e Herdade
14. D. Pedro de Melo da Cunha de Mendonça e Meneses, 4.º Marquês de Olhão, 4.º Conde de Castro Marim, ?.º Senhor de Valdigem, 3.º Marquês de Valada, 3.º Conde de Caparica de Juro e Herdade